# Colonia Vista Bella
Colonia Vista Bella är en ort i Mexiko.   Den ligger i kommunen Pátzcuaro och delstaten Michoacán de Ocampo, i den södra delen av landet, 260 km väster om huvudstaden Mexico City. Colonia Vista Bella ligger 2 277 meter över havet och antalet invånare är 3 040.
Terrängen runt Colonia Vista Bella är kuperad. Runt Colonia Vista Bella är det ganska tätbefolkat, med 179 invånare per kvadratkilometer. Närmaste större samhälle är Pátzcuaro, 3,2 km nordväst om Colonia Vista Bella. I omgivningarna runt Colonia Vista Bella växer huvudsakligen savannskog.